# Nitrito de sódio (uso médico)
Nitrito de sódio é utilizado como uma medicação juntamente com tiossulfato de sódio para tratar a intoxicação por cianeto. Só é recomendado em casos graves de intoxicação por cianeto. Todos os que tiverem intoxicação de cianeto e envenenamento por monóxido de carbono o tiossulfato de sódio, por si só, é geralmente recomendado. É dado por injecção lenta numa veia.
Efeitos secundários podem incluir pressão arterial baixa, dor de cabeça, falta de ar, perda de consciência, e vómitos. Maior cuidado deve ser tomado em pessoas com doença cardíaca subjacente. Os níveis de meta-hemoglobina devem ser verificadas regularmente durante o tratamento. Embora não bem estudada durante a gravidez, há algumas evidências de riscos potenciais para o feto. Acredita-se que o nitrito de sódio trabalhe na criação de meta-hemoglobina que, em seguida, liga-se com cianeto e, portanto, remove-o da mitocôndria.
Nitrito de sódio apareceu para uso médico nos anos de 1920 e 1930. Faz parte da Lista de Medicamentos Essenciais da Organização Mundial de Saúde, uma lista dos mais eficazes e seguros medicamentos que são necessários em um sistema de saúde. O custo nos Estados Unidos, juntamente com o tiossulfato de sódio, é de cerca de 110 dólares.